# Gliocephalotrichum simplex
Gliocephalotrichum simplex är en svampart som först beskrevs av J.A. Mey., och fick sitt nu gällande namn av B.J. Wiley & E.G. Simmons 1971. Gliocephalotrichum simplex ingår i släktet Gliocephalotrichum och familjen Nectriaceae.   Inga underarter finns listade i Catalogue of Life.